# Canola

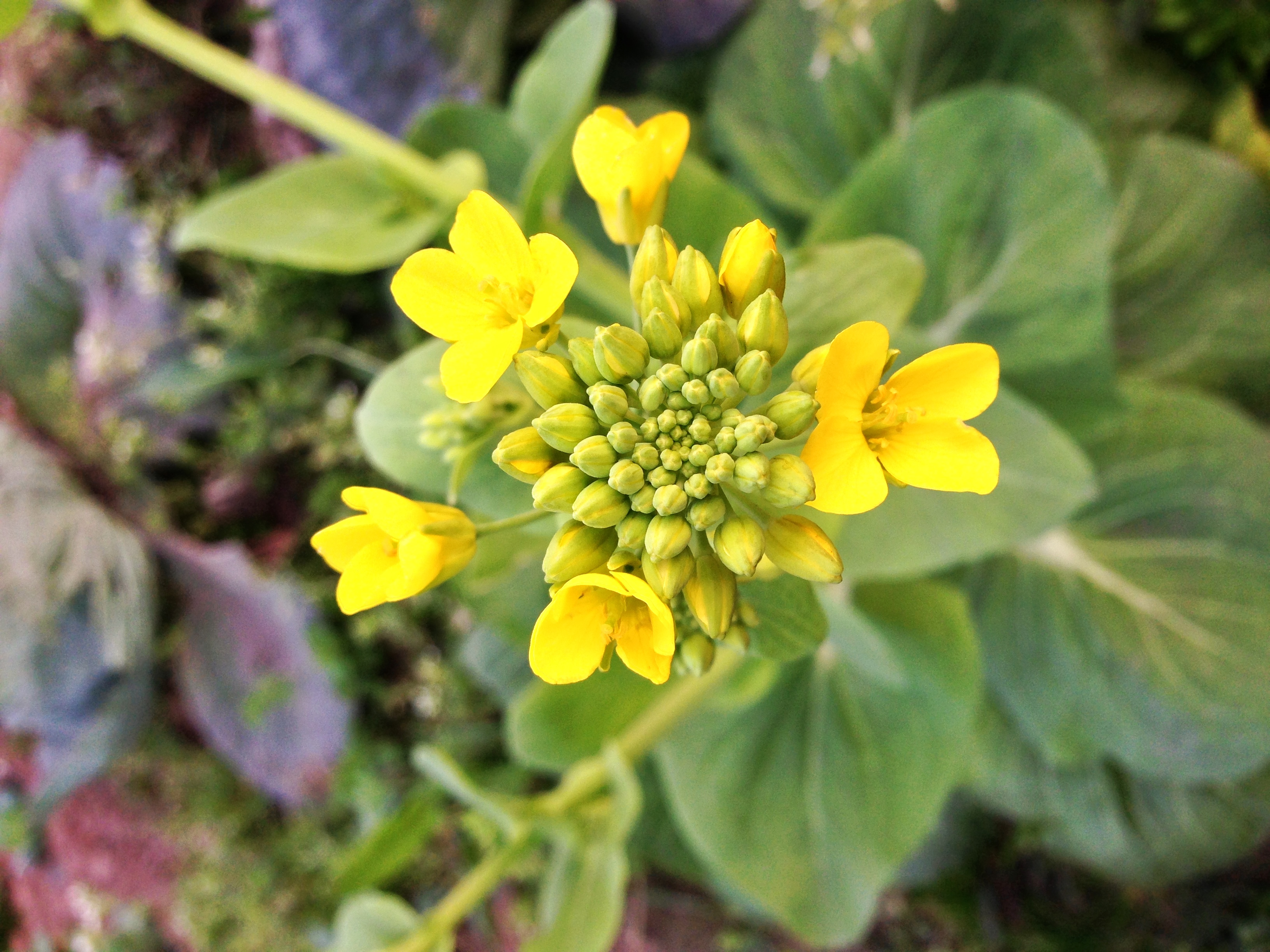
Floare de Canola

Canola este un hibrid de rapiță, inițial produsă și cultivată în Canada, în zone cu clima uscată temperat continentală. Uleiul de canola are un gust plăcut și este mai gustos decât uleiul de rapiță.